# Aphidoletes abietis
Aphidoletes abietis är en tvåvingeart som först beskrevs av Jean-Jacques Kieffer 1896.  Aphidoletes abietis ingår i släktet Aphidoletes och familjen gallmyggor. Inga underarter finns listade i Catalogue of Life.